# Puchar Liliana
Puchar Liliana (hebr. ‏גביע ליליאן‎, Gwia Lililan) – cykliczne piłkarskie rozgrywki pucharowe w Izraelu w latach 1982–1989 na podobieństwo Toto Cup, w których uczestniczyły wyłącznie cztery najlepsze izraelskie drużyny klubów Ligi Leumit. Organizowane co sezon przez Izraelski Związek Piłki Nożnej.

## Historia
Pierwsze rozgrywki zostały organizowane na początku 1982 jako turniej otwarcia sezonu i zostały nazwane Puchar Liliana, na cześć Jehudy Lilian, byłego skarbnika IFA i członka Hapoelu, który zmarł w lutym 1982 roku. Cztery najlepsze drużyny najwyższej ligi rozegrały najpierw jednokołowy turniej ligowy, a potem dwójka najlepszych grała w finale a pozostałe w meczu o trzecie miejsce. Pierwszym zwycięzcą został Maccabi Netanja pokonując 3:1 w finale Hapoel Beer Szewa. Ze względu na malejące zainteresowanie turniejem i chęć nadania większej wagi rozegraniu większości meczów Toto Cup przed rozpoczęciem sezonu ligowego, rozgrywki zostały odwołane w 1989 roku.

## Format
Turniej o Puchar Liliana rozgrywany był przed rozpoczęciem każdego sezonu. Wszystkie rywalizacje rozgrywane były w jednym meczu. Dwie najlepsze drużyny turnieju jednokołowego kwalifikowały się do finału, a pokonane rywalizowały w meczu o trzecie miejsce. W wypadku kiedy w regulaminowym czasie gry padł remis zarządzała się dogrywka, a jeśli i ona nie przyniosła rozstrzygnięcia, to dyktowane były rzuty karne.

## Zwycięzcy i finaliści
| Rok                                | Organizator | T |           | Finał               | Finał     | Finał                |       | Mecz o 3 miejsce              | Mecz o 3 miejsce | Mecz o 3 miejsce     |  | Uwagi                                    |
| Rok                                | Organizator | T | Zwycięzca | Wynik               | Finalista | III miejsce          | Wynik | IV miejsce                    |                  |                      |  | Uwagi                                    |
| Puchar Liliana (hebr. גביע ליליאן) |             |   |           |                     |           |                      |       |                               |                  |                      |  |                                          |
| 1982                               |             | 1 |           | Maccabi Netanja     | 3:1       | Hapoel Beer Szewa    |       | Hapoel Kefar Sawa             | 2:0              | Bene Jehuda Tel Awiw |  | 4 kluby                                  |
| 1983                               |             | 2 |           | Maccabi Netanja     | 3:2       | Hapoel Beer Szewa    |       | Hapoel Tel Awiw               | 2:1              | Szimszon Tel Awiw    |  | 4 kluby                                  |
| 1984                               |             | 1 |           | Maccabi Hajfa       | 5:4       | Hapoel Tel Awiw      |       | Maccabi Netanja               | 1:0              | Beitar Jerozolima    |  | 4 kluby                                  |
| 1985                               |             | 1 |           | Beitar Jerozolima   | 3:1       | Maccabi Petach Tikwa |       | Maccabi Hajfa                 | 3:0              | Szimszon Tel Awiw    |  | 4 kluby                                  |
| 1986                               |             | 1 |           | Maccabi Tel Awiw    | 2:1       | Maccabi Hajfa        |       | Hapoel Tel Awiw               | 1:0              | Beitar Jerozolima    |  | 4 kluby                                  |
| 1987                               |             | 2 |           | Maccabi Tel Awiw    | 2:0       | Bene Jehuda Tel Awiw |       | Hapoel Lod                    | 3:2              | Beitar Jerozolima    |  | 4 kluby                                  |
| 1988                               |             | 1 |           | Hapoel Beer Szewa   | 1:0       | Hapoel Tel Awiw      |       | Szimszon Tel Awiw             | 3:2              | Maccabi Netanja      |  | 4 kluby                                  |
| 1989                               |             | 1 |           | Hapoel Petach Tikwa | 4:2       | Beitar Tel Awiw      |       | Maccabi Netanja Maccabi Hajfa |                  |                      |  | 4 kluby, mecz o 3 miejsce nie rozgrywano |

Uwagi:

- wytłuszczono i kursywą oznaczone zespoły, które w tym samym roku wywalczyły mistrzostwo i Puchar kraju (dublet),
- wytłuszczono zespoły, które zdobyły mistrzostwo kraju,
- kursywą oznaczone zespoły, które zdobyły Puchar kraju.

## Statystyka

### Klasyfikacja według klubów
W dotychczasowej historii finałów o Puchar Liliana na podium oficjalnie stawało w sumie 10 drużyn. Liderami klasyfikacji są Maccabi Tel Awiw i Maccabi Netanja, którzy zdobyli trofeum 2 razy.
Stan na 31.05.2022.
| Lp.              | Klub                 | Zdobywca | Finalista       | Zwycięskie sezony | Przegrane finały |   |   |            |  |
| ---------------- | -------------------- | -------- | --------------- | ----------------- | ---------------- | - | - | ---------- |  |
| Lp.              | Klub                 | 1.       | Maccabi Netanja | Zwycięskie sezony | Przegrane finały | 2 | 0 | 1982, 1983 |  |
| Maccabi Tel Awiw | 2                    | 1.       | 0               | 1986, 1987        |                  |   |   |            |  |
| 3.               | Hapoel Beer Szewa    | 1        | 2               | 1988              | 1982, 1983       |   |   |            |  |
| 4.               | Maccabi Hajfa        | 1        | 1               | 1984              | 1986             |   |   |            |  |
| 5.               | Beitar Jerozolima    | 1        | 0               | 1985              |                  |   |   |            |  |
| 5.               | Hapoel Petach Tikwa  | 1        | 0               | 1989              |                  |   |   |            |  |
| 7.               | Hapoel Tel Awiw      | 0        | 2               |                   | 1984, 1988       |   |   |            |  |
| 8.               | Beitar Tel Awiw      | 0        | 1               |                   | 1989             |   |   |            |  |
| 8.               | Bene Jehuda Tel Awiw | 0        | 1               |                   | 1987             |   |   |            |  |
| 8.               | Maccabi Petach Tikwa | 0        | 1               |                   | 1985             |   |   |            |  |

### Klasyfikacja według miast
Stan na 31.05.2022.
| Miasto       | Liczba tytułów | Kluby                   |
| ------------ | -------------- | ----------------------- |
| Netanja      | 2              | Maccabi Netanja (2)     |
| Tel Awiw     | 2              | Maccabi Tel Awiw (2)    |
| Beer Szewa   | 1              | Hapoel Beer Szewa (1)   |
| Hajfa        | 1              | Maccabi Hajfa (1)       |
| Jerozolima   | 1              | Beitar Jerozolima (1)   |
| Petach Tikwa | 1              | Hapoel Petach Tikwa (1) |